# Sorpe
|  | Aquest article tracta sobre poble d'aquest nom. Si cerqueu l'antic municipi, vegeu «Sorpe (antic municipi)». |

Sorpe és un poble del terme municipal d'Alt Àneu, a la comarca del Pallars Sobirà. Està enlairat a la dreta de la Noguera Pallaresa, al nord de la vall del riu de la Bonaigua, a l'altra banda del qual es troba l'avetosa de la Mata, també coneguda com la Mata de Sorpe o, també, la Mata de València. Segons Joan Coromines, Sorpe, de la mateixa manera que «Surri» i «Sorre», prové de l'ètim basc «çur» o «zur», «fusta», amb el sufix locatiu «-be», que passa a «-pe» i posteriorment a «-re», que significa «sota de». Per tant, Sorpe seria «sota la fusta», sota el bosc, fent referència als immensos boscos sota dels quals es troba el poble.

## Geografia
Està comunicat per carretera local amb la C-28 que, des d'Esterri i passant per València d'Àneu, enllaça amb la Vall d'Aran pel port de la Bonaigua, a l'oest de l'antic terme de Sorpe.
L'edifici més destacat del poble és Sant Pere de Sorpe, església romànica de tres naus, molt modificada, amb un massís campanar rectangular i de la qual només resta l'absis nord. L'altar major és renaixentista, amb una talla romànica de sant Pere. Els frescos que decoraven les parets de l'església, del segle xii, constitueixen un important exponent de la pintura romànica i avui dia es poden admirar al Museu Nacional d'Art de Catalunya i al Museu Diocesà d'Urgell.
En el poble destaquen algunes cases, com Casa Ermengol, que disposa de capella pròpia, primitivament dedicada a Sant Ermengol, i modernament a la Mare de Déu del Carme. Fora del poble, al costat nord-oest de l'accés des de la carretera C-28, hi havia hagut la Borda de l'Andreuet, amb la capella de Sant Antoni al costat. Actualment borda i capella són desaparegudes.
Les cases del poble són segons Montanya:
- Casa Aiguana
- Casa Andreuet
- Casa Aspa
- Casa Cardaire
- Casa Cairilla
- Casa Carlà
- Casa Cassanya
- Casa Castellà
- Casa Cisco de Paquer
- Casa Dauet
- Casa Ermingol
- Casa Escaló
- Casa Ferrer
- Casa Flocat
- Casa Fresca
- Casa Fuster
- Casa Gispert
- Casa Gràcia
- Hostal de l'Andreuet
- Casa Jaume de Ton
- Casa Jaumetó
- Casa Mainet
- Casa Mainet fill
- Casa Mestre
- Casa Miqueu
- Casa Mossèn Pere
- Casa Nana
- Casa Nel
- Casa l'Oficial
- Casa Pastor
- Casa Pere
- Casa Peremossèn
- Casa Pierra
- Casa Pilat
- Casa Porgueres
- Casa Ramonet
- La Rectoria
- Casa Redó
- Casa Ros
- Casa Rosa
- Casa Salvador de Nel
- Casa Sastrada
- Casa Sebastià
- Casa Sireno
- Casa Tano
- Casa Ton de Piera

## Història
En el fogatge del 1553, Sorpe declara 7 focs laics i 2 d'eclesiàstics (uns 45 habitants).
Pascual Madoz dedica un article del seu Diccionario geográfico... a Sorpe. Hi diu que és una localitat cap del districte municipal que forma amb Borén, Isavarre i la Bonaigua de Baix, situada en el vessant oriental d'una muntanya de la Vall d'Àneu. Hi regnen els vents del nord, est i sud, i el clima és molt fred, però sa, propens a pulmonies i reumes. Tenia en aquell moment 20 cases i l'església parroquial de Sant Pere, servida per un rector ordinari i dos beneficiats. El poble tenia també l'Hostal de la Bonaigua A l'entorn hi havia diverses fonts abundants, una al costat mateix del poble i dues de ferruginoses, excel·lents, però del tot abandonades. Les terres són fluixes i pedregoses de qualitat mitjana, i a les muntanyes dels entorns només hi havia pastures. S'hi collia sègol, ordi, fenc, pastures i patates. S'hi criava bestiar de tota mena, preferentment vacum, i hi havia caça de llebres, perdius, isards i ossos. Comptava amb 20 veïns (caps de casa) i 174 ànimes (habitants).
Va tenir ajuntament propi fins al 1970, en què, juntament amb València d'Àneu, Isil i Son, va formar el nou municipi d'Alt Àneu. L'any 1971 es constituí en entitat local menor, la qual fou suprimida el 1992. Tanmateix, l'any 1999 es creà la nova entitat municipal descentralitzada de Sorpe.